# Santuario della Beata Vergine dell'Olmo
Il santuario della Beata Vergine dell'olmo è una chiesa di Montecchio Emilia, in provincia di Reggio Emilia.

## Descrizione
Il santuario è una costruzione distinta da fasce di archetti ciechi con campanile in stile barocco (1484, ristrutturata nel 1884 su disegno dell'architetto Pio Casoli); all'interno, opere di Carmela Adani e Augusto Giuffredi: di fianco è il convento di clausura (secolo XVII) delle Suore dell'ordine delle Serve di Maria.